# 밸런서 염색체
밸런서 염색체(balancer chromosome)는 잡종(heterozygote)을 선별하는데 사용되는 수정된 염색체이다. 밸런서 염색체는 감수분열 동안 상동 염색체(homologous chromosome) 사이의 교차를 방지하는 유전적 도구로 사용된다. 밸런서(balancer)는 초파리(Drosophila melanogaster) 유전학에서 잡종(heterozygous) 돌연변이를 후손에게 물려주는 도구로 가장 많이 사용되지만 생쥐(mice)에서도 사용된다.

## 특징
균형자 염색체는 세 가지의 중요한 특성을 가지고 있다. 그들은 그들의 상동 염색체(homolog)의 재조합(recombination)을 억제한다. 우성 표지자(dominant marker)를 운반한다. 순종일 때 생식 적합도에 음성적으로 영향을 준다.
열성 치사 유전자를 연구하던 헤르만 뮬러가 1918년 발견한, 돌연변이를 후손 에서도 대를 이어 계속 유지할 수 있는 방법이 밸런서 염색체이다.

## 참조
1. ↑  Zheng, Binhai; Marijke Sage; Wei-Wen Cai; Debrah M. Thompson; Beril C. Tavsanli; Yin-Chai Cheah; Allan Bradley (1998). “Engineering a mouse balancer chromosome”. 《Nature Genetics》 22 (4): 375–378. doi:10.1038/11949. 2011년 11월 22일에 확인함.
2. ↑  [연재] 멘델과 황우석… 2010.04.25 http://scienceon.hani.co.kr/33555
3. ↑  [연재] 유전학자 일손 덜어준 고마운 '우렁각시' 염색체 2010. 03. 19 http://scienceon.hani.co.kr/33491